# La Pirámide (Chatham)
La isla La Pirámide (en maorí: Tarakoikoia; en inglés: The Pyramid) es una pequeña isla al sur de la isla Pitt en el grupo de las islas Chatham de Nueva Zelanda. El sitio ha sido identificado como un Área Importante para las Aves por la organización BirdLife International, ya que admite la única colonia de cría de albatros de Chatham que se conoce, con 4575 parejas registradas en el 2001.